# لیوانگ، رولپا
لیوانگ (به لاتین: Liwang) یک شهرداری در نپال است که در استان شماره ۵ واقع شده‌است. لیوانگ ۸٬۴۲۵ نفر جمعیت دارد.